# Doxygen
Doxygen is een vrije documentatiegenerator voor C++, C, Java, IDL (Corba en Microsoft-varianten), en in beperkte mate ook Objective-C, PHP, C# en D. Het programma is sterk platformonafhankelijk en draait bijgevolg op de meeste Unix-systemen, maar ook op Windows en Mac. De meeste code voor Doxygen werd geschreven door Dimitri van Heesch.
Verschillende projecten, zoals KDE, gebruiken Doxygen voor het genereren van de documentatie voor hun API. De ontwikkelomgeving KDevelop heeft ingebouwde ondersteuning voor Doxygen.
Doxygen kan de documentatie in verschillende gewenste formaten opbouwen, zoals HTML, RTF, LaTeX, PostScript, PDF, en als man-pages.

## Voorbeeldcode
Het volgende stukje code illustreert hoe een bronbestand gedocumenteerd kan worden.
```
/**
 * De time klasse stelt een tijdstip voor.
 *
 * 
\author
 John Doe
 */

class
 Time {

  /**
   * Constructor die de tijd een bepaalde opgegeven waarde meegeeft.
   * 
\param
 
timemillis
 is het aantal milliseconden sinds 1 januari 1970
   */
  Time(
int
 timemillis) {
    ...
  }

  /**
   * Geef de huidige tijd.
   * 
\return
 Een time object dat de huidige tijd bevat.
   */
  
static
 Time now() {
    ...
  }
}
```

De HTML-versie van de documentatie die hierbij gecreëerd wordt, kan eruitzien zoals op de afbeelding:

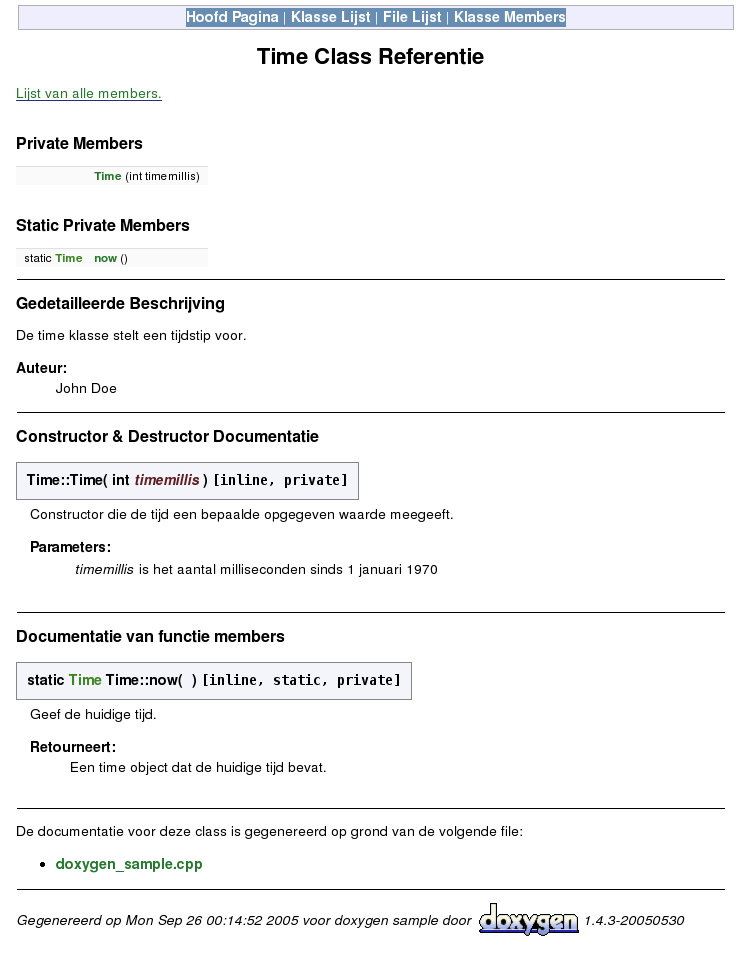
Een screenshot van Doxygens HTML uitvoer.

## Doxywizard
Doxygen werkt via de commandolijn of via configuratiebestanden. Om dit programma gebruikersvriendelijker te maken is Doxywizard ontwikkeld, dat een grafische schil boven doxygen biedt. Ook dit programma is voor verschillende systemen beschikbaar.